# هتل‌های نوردیک چویس
هتل‌های نوردیک چویس (انگلیسی: Nordic Choice Hotels) یک شرکت مهمان‌نوازی نروژی است، که در سال ۱۹۹۰ تأسیس شد. در 22 مه 2023، هتل‌های نوردیک چویس به Strawberry تغییر نام داد.
این شرکت یکی از بزرگترین شرکت های هتلداری در اسکاندیناوی با 240 هتل در اسکاندیناوی، فنلاند و بالتیک و بیش از 16500 کارمند است. این شرکت همچنین بیش از 120 رستوران، 20 مرکز آبگرم و تعدادی سالن ورزشی، سالن کنفرانس را اداره می کند.
هتل ها تحت چهار برند و یک گروه مستقل اداره میشوند.
- هتل کلاریون
- HomeHotel

- Quality Hotel

- هتل کامفورت

در سال 2024، Strawberry به طور کلی 242 هتل را در سراسر سوئد، نروژ، فنلاند، دانمارک و لیتوانی را اداره می‌کرد.
هتل‌ها و استراحتگاه‌های نوردیک، اغلب تحت برند Ascend Hotel Collection، که بسیاری از آنها تحت نام مستقل دیگری هستند فعالیت می‌کنند.